# Randall's Island
Randall's Island és una illa situada a l'East River, a New York. Està enllaçad amb la Ward's Island per un petit espai de terra, Randall's Island estant al nord i Ward's Island al sud. Randall's Island està separada de Manhattan a l'oest per la principal ramificació del riu, del Queens a l'est per l'Hell Gate i del Bronx pel Bronx Kill, estret que connecta Harlem River a l'East River. Segons el cens dels Estats Units del 2000, la població total de les dues illes és de 1386 habitants, repartits en una superfície de 2.2 km². El dues illes serveixen d'intermediaris en el complex del Triborough Bridge que enllaça els borough de Manhattan, Queens i el Bronx. Administrativament, forma part de Manhattan.